# Georges Ozaneaux
Jean Georges Ozaneaux, né le 6 avril 1795 à Paris et mort le 10 août 1852 dans la même ville, est un écrivain et universitaire français.

## Biographie
Son père, Jean Baptiste Ozaneaux (1754-1813), est lustrier-miroitier, chargé de veiller aux éclairages des appartements aux Tuileries sous le Premier Empire. 

Georges Ozaneaux conserva des souvenirs de Napoléon[réf. nécessaire]. Il fait ses études au lycée Napoléon à Paris. En 1812, à 17 ans, il obtient le premier prix de philosophie au concours général et entre à l'École normale supérieure. Il est ensuite professeur de philosophie au collège Charlemagne puis recteur dans plusieurs Académies de France. Il devient inspecteur général des études en 1837, et fait partie du Conseil supérieur de l'Instruction publique. Il écrit plusieurs livres destinés aux écoles, en histoire comme en philosophie, mais aussi des drames historiques. Il est le père de l'écrivaine Julie Lavergne.

## Œuvres
- Le Dernier Jour de Missolonghi, drame héroïque (1828)
- Nouveau système d'études philosophiques (1830)
- La Mission de Jeanne d'Arc, chronique en vers (1835)
- Les Romains, ou Tableau des institutions politiques, religieuses et sociales de la République romaine (1840)
- Histoire de France depuis l'origine de la nation jusqu'au règne de Louis Philippe Ier (1846)
- Nouveau Dictionnaire français-grec à l'usage des classes (1847)